# Robert Gober
Robert Gober, född 12 september 1954 i Wallingford, Connecticut, USA, är en amerikansk konstnär, som är verksam i New York.
Robert Gober utbildade sig på Tyler School of Art på Temple University i Rom 1973–1974 och på Middlebury College i Middlebury, Vermont 1976. Han har blivit känd för superrealistiska avgjutningar av kroppsdelar i naturlig storlek, vilka ofta ger obehagliga associationer till våld.